# Unterseeboot 64 (1939)
Pour les articles homonymes, voir Unterseeboot 64.
L'Unterseeboot 64 (ou U-64) est un sous-marin allemand (U-Boot) de type IX.B de la Kriegsmarine de la Seconde Guerre mondiale.

## Historique
Mis en service le 16 décembre 1939, l'U-64 quitte Wilhelmshaven en Allemagne pour sa première patrouille sous les ordres du Kapitänleutnant Georg-Wilhelm Schulz le 6 avril 1940.
Après huit jours en mer, l'U-64 est coulé dans le Herjangsfjord près de Narvik en Norvège par une bombe de 250 livres lancée d'un Fairey Swordfish L 9767 du cuirassé britannique Warspite, à la position géographique approximative de 68° 29′ N, 17° 30′ E.
Cette attaque fait huit morts et laisse trente-huit survivants parmi les sous-mariniers du bateau.

## Affectations
- 2. Unterseebootsflottille du 16 décembre 1939 au 31 mars 1940 à Wilhelmshaven pendant sa période de formation
- 2. Unterseebootsflottille du 1er avril 1940 au 13 avril 1940 à Wilhelmshaven en tant qu'unité combattante

## Commandement
- Kapitänleutnant Georg-Wilhelm Schulz du 16 décembre 1939 au 13 avril 1940

## Patrouilles
|       | Commandant                  | Départ       | Départ        | Arrivée       | Arrivée | Jours   | Succès |
| ----- | --------------------------- | ------------ | ------------- | ------------- | ------- | ------- | ------ |
| 1     | Kptlt. Georg-Wilhelm Schulz | 6 avril 1940 | Wilhelmshaven | 13 avril 1940 | Coulé   | 8 jours |        |
| Total | Total                       | Total        | Total         | Total         | Total   | 8 jours | 0 t    |

Note : Kptlt. = Kapitänleutnant

## Navires coulés
- L'Unterseeboot 64 n'a ni coulé, ni endommagé de navires au cours de l'unique patrouille qu'il effectua.

### Sources
- (en) Cet article est partiellement ou en totalité issu de l’article de Wikipédia en anglais intitulé « German submarine U-64 (1939) » (voir la liste des auteurs).